# Justin Smith (giocatore di football americano)
Justin Smith (Jefferson City, 30 settembre 1979) è un ex giocatore di football americano statunitense che ha militato nel ruolo di defensive end per i Cincinnati Bengals e i San Francisco 49ers della National Football League. Al college ha giocato a football a Missouri.

## Carriera professionistica

### Cincinnati Bengals
Smith fu scelto come quarto assoluto dai Bengals nel Draft 2001. Nella sua stagione da rookie stabilì il record di franchigia di sack per un debuttante con 8,5, secondo posto tra i giocatori al primo anno dietro i 9,0 di Kendrell Bell.
Nella sua seconda stagione giocò tutte le gare da titolare guidando la squadra in sack e la linea difensiva in tackle. Nel terzo anno a Cincinnati mise a segno 60 tackle, cui aggiunse altri 5,0 sack. La sua quarta stagione lo vide tornare leader della squadra con 8,0 e giocò il 94,4 degli snap difensivi, il massimo stagionale della difesa della franchigia. Nel 2005 guidò ancora i Bengals in sack per la terza volta negli ultimi 5 anni.
Il 15 febbraio 2007 fu designato come franchise tag e firmò un prolugamento annuale del valore di 8,64 milioni di dollari. Nella stagione 2007 guidò la NFL in tackle assistiti con 29.

### San Francisco 49ers
Il 1º marzo 2008 Smith firmò un contratto di sei anni del valore di 45 milioni di dollari coi San Francisco 49ers. L'accordo incluse 11 milioni di dollari di bonus alla firma. Nella sua prima stagione a San Francisco, Smith mise a segno 7 sack, 73 tackle ed un intercetto.

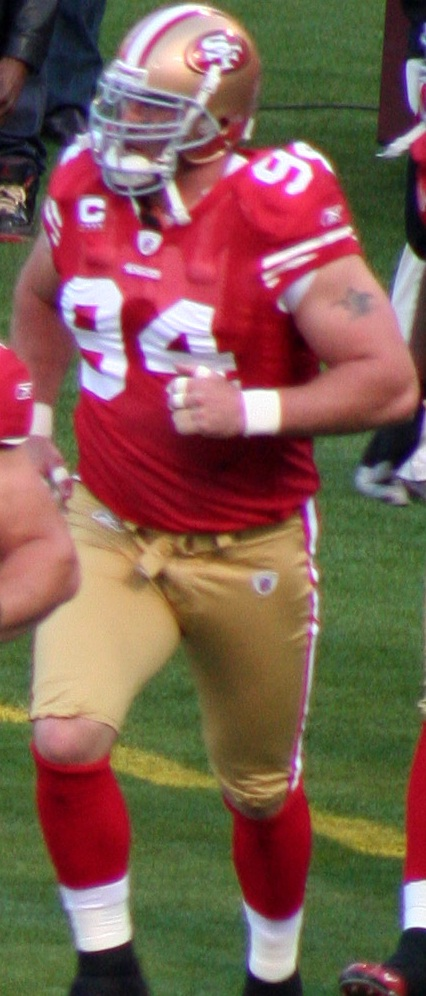
Smith coi 49ers

Smith fu selezionato per cinque Pro Bowl consecutivi dal 2009 al 2013. Nel 2011 egli fu inserito nell'All-Pro team dall'Associated Press in due diverse posizioni: nel First-team All-Pro come defensive tackle e nel Second team come defensive end. Poté essere eleggibile per entrambe le selezioni perché i 49ers lo utilizzarono in entrambi i ruoli. Fu anche menzionato come possibile vincitore del premio di difensore dell'anno della NFL, premio che alla fine si aggiudicò Terrell Suggs dei Baltimore Ravens, e fu votato al 17º posto nella NFL Top 100, l'annuale classifica dei migliori cento giocatori della stagione.
Il 26 dicembre 2012, Smith fu convocato per il quarto Pro Bowl in carriera. Nel gennaio 2013 fu inserito nel Second-team All-Pro sia nel ruolo di defensive end che in quello di defensive tackle dall'Associated Press mentre The Sporting News lo inserì nel First-team. Nel Super Bowl XLVII Smith mise a segno 3 tackle ma i 49ers furono sconfitti 34-31 dai Baltimore Ravens. A fine anno fu posizionato al numero 29 nella classifica dei migliori cento giocatori della stagione.
Il 19 giugno 2013, Smith firmò un contratto per altre due stagioni con i 49ers. Il primo sack stagionale lo mise a segno nella settimana 3 contro gli Indianapolis Colts e altri due nella settimana 7 su Jake Locker dei Tennessee Titans. La sua stagione si concluse con 49 tackle e 6,5 sack, venendo premiato con la quinta convocazione al Pro Bowl in carriera e inserito nel Second-team All-Pro. Fu inoltre votato al 69º posto nella NFL Top 100 dai suoi colleghi.
Il 18 maggio 2015, Smith annunciò il proprio ritiro dal football professionistico.

## Palmarès

### Franchigia
- National Football Conference Championship: 1

San Francisco 49ers: 2012

### Individuale
- Convocazioni al Pro Bowl: 5

2009, 2010, 2011, 2012, 2013
- First-team All-Pro: 2

2011, 2012
- Second-team All-Pro: 2

2011, 2013
- PFWA All-Rookie Team - 2001

## Statistiche
| Tackle totali  | 880  |
| Sack           | 87,0 |
| Intercetti     | 3    |
| Fumble forzati | 17   |